# ATGCLVLSSCAP
ATGCLVLSSCAP är det elfte studioalbumet av det norska black metal-bandet Ulver. (Dessutom har bandet spelat in två soundtrack-album). Albumet utgavs 2016 av skivbolaget House of Mythology.

## Låtförteckning
1. "England’s Hidden" – 7:39
2. "Glammer Hammer" – 4:49
3. "Moody Stix" – 6:44
4. "Cromagnosis" – 9:48
5. "The Spirits That Lend Strength Are Invisible" – 3:16
6. "Om Hanumate Namah" – 7:42
7. "Desert/Dawn" – 8:34
8. "D-Day Drone" – 9:21
9. "Gold Beach" – 4:52
10. "Nowhere (Sweet Sixteen)" – 5:56
11. "Ecclesiastes (A Vernal Catnap)" – 9:01
12. "Solaris" – 2:12

- Text och musik: Ulver

## Medverkande
Musiker (Ulver-medlemmar)
- Kristoffer Rygg – sång, programmering
- Tore Ylwizaker (Tore Ylvisaker) – keyboard, programmering
- Jørn H. Sværen – div. instrument
- Daniel O'Sullivan – gitarr, basgitarr, keyboard

Bidragande musiker
- Ivar Thormodsæter – trummor
- Ole Alexander Halstensgård – elektronik
- Anders Møller – percussion

Produktion
- Ulver – producent
- Chris Fullard – ljudtekniker, ljudmix
- Jaime Gomez Arellano – mastering
- Paschalis Zervas – omslagsdesign